# Кумбуряна
Кумбуряна (на гръцки: Κουμπουριανά) е планинско селце в Аграфа, Гърция, разположено на 1050 метра надморска височина. Сред най-важните исторически села на района. Намира се на 75 км от Кардица. До селото се издига историческият Аграфонски манастир, най-старият в областта.
Селото е преместено на сегашното си място около 1767 г. след разрушаването му. Предполага се, че първоначално селото е съставно от две махали и датира от преди османската епоха.